# Disney's Aladdin
Disney's Aladdin este un joc video de acțiune creat de Virgin Games și Disney pentru Mega Drive/Genesis, Amiga, MS-DOS, NES, Game Boy, Game Boy Color si Windows. A fost lansat în anul 1993.